# Sylvain Meslien
Sylvain Meslien est un footballeur français, né le  7 août 1980 à Bondy.

## Biographie
Formé à l'AS Saint-Étienne, Sylvain Meslien a pendant 5 ans un statut de remplaçant au sein de l'effectif stéphanois. Il est prêté alors en 2004 au club de Ligue 2 de Troyes. Il participe à la remontée du club troyen en Ligue 1. Titulaire en début de saison, il se blesse ensuite gravement et perd ainsi sa place. 
En 2006, il tente l'aventure anglaise en réalisant des essais avec les clubs de Bradford City AFC et de Burnley FC avant de signer un contrat d'un mois avec le club de 3e division anglaise de Swansea. Néanmoins, il ne convainc pas le staff de le conserver et de prolonger son contrat. Sans club, il s'entraîne avec la formation de l'USG La Fouillouse, un petit club amateur situé à 10 km de Saint-Étienne. 
Il retrouve enfin un club à l'aube de la saison 2007-2008 en signant un contrat avec le Pau FC. En janvier 2009, il s'engage avec l'équipe du SR Colmar, évoluant en CFA.
À l’aube de la saison 2016-2017, Sylvain Meslien s’engage dans un petit club du Haut-Rhin en Alsace, le FC Meyenheim, en tant qu’entraineur-joueur. Dès la première saison, fort de l’expérience apportée par ce dernier, l’équipe termine championne de son groupe et championne du Haut-Rhin de D1, 10e échelon national.

## Palmarès
- Champion de France de Ligue 2 en 2004 avec l'AS Saint-Étienne

## Statistiques
- 4 matchs en Ligue 1
- 15 matchs en Ligue 2
- 51 matchs en National
- 1 match en 3e division anglaise

Dernière mise à jour : 17 mai 2011